# Daniel Peacock
Daniel Peacock, född 2 oktober 1958 i Hammersmith i London, är en engelsk skådespelare, skribent och regissör. Han har jobbat ihop med teamet för The Comic Strip Presents... och har spelat rollen som "Mental Mickey" i Only Fools and Horses.
Peacock är son till den avlidne skådespelaren Trevor Peacock och hans första fru Iris Jones samt äldre halvbror till bland annat Harry Peacock.